# Coupe continentale de combiné nordique 2009
Navigation
2007 — 2008 2009 — 2010
La coupe continentale de combiné nordique 2008 — 2009 fut la première édition de la coupe continentale, compétition de combiné nordique organisée annuellement et qui était appelée de 1991 à 2008 la coupe du monde B de combiné nordique.
Elle s'est déroulée du 13 décembre 2008 au 15 mars 2009, en 23 épreuves, dont deux annulées.
Cette coupe continentale a débuté dans l'Utah, à Park City, puis a fait étape au cours de la saison
au Canada (Whistler),
en Autriche (Eisenerz et Bischofshofen),
en Allemagne (Klingenthal et Titisee-Neustadt),
en Slovénie (Kranj),
en Pologne, (Karpacz, où les deux épreuves prévues furent annulées, et Wisła),
en Norvège (Høydalsmo),
pour s'achever en Finlande, à Rovaniemi.
Elle a été remportée par l'allemand Matthias Menz. Fait unique dans l'histoire de cette compétition, les trois premiers du classement général avaient la même nationalité. Autre fait remarquable, il n'y a pas eu d'autres épreuves que le gundersen individuel cette saison : ni sprint, ni épreuve par équipes.

## Organisation de la compétition

### Programme et sites de compétition
| \| Eisenerz Klingenthal Bischofshofen Kranj Titisee-Neustadt Karpacz Wisła Høydalsmo Rovaniemi \| Les sites des compétitions (manquent Park City et Whistler |
| Eisenerz Klingenthal Bischofshofen Kranj Titisee-Neustadt Karpacz Wisła Høydalsmo Rovaniemi                                                                  |

## Classement général

### Individuel
| Rang | Nom                      | Points |
| ---- | ------------------------ | ------ |
| 01.  | Matthias Menz            | 880    |
| 02.  | Ruben Welde              | 644    |
| 03.  | Andreas Günter           | 642    |
| 04.  | Tobias Kammerlander      | 524    |
| 05.  | Stefan Tuss              | 476    |
| 06.  | Jan Christian Bjørn (de) | 408    |
| 07.  | Thomas Kjelbotn          | 405    |
| 08.  | Toni Englert (pl)        | 380    |
| 08.  | Todd Lodwick             | 380    |
| 10.  | Robert Hauser (de)       | 374    |
| 11.  | Wolfgang Bösl            | 362    |
| 12.  | Sebastian Reuschel (de)  | 361    |
| 13.  | Tomaz Druml              | 339    |
| 14.  | Brett Camerota           | 305    |
| 15.  | Torkild Rasmussen Aam    | 277    |
| 16.  | Ole Christian Wendel     | 274    |
| 17.  | Marco Pichlmayer         | 271    |
| 18.  | Jonas Nermoen (de)       | 265    |
| 19.  | Steffen Tepel            | 263    |
| 20.  | Johannes Weiss           | 249    |
| 21.  | Iver Markengbakken       | 243    |
| 22.  | Dominik Dier             | 238    |
| 23.  | Eric Camerota            | 227    |
| 24.  | Bryan Fletcher           | 222    |
| 25.  | Mark Schlott             | 219    |
| 26.  | Alexander Miller         | 216    |
| 27.  | Markus Förster (pl)      | 207    |
| 28.  | Nicolas Martin           | 205    |
| 29.  | Joel Bieri (de)          | 202    |
| 30.  | Håvard Klemetsen         | 200    |
| 31.  | Samuel Guy               | 199    |
| 32.  | Mitja Oranič             | 190    |
| 33.  | Geoffrey Lafarge         | 189    |
| 34.  | Magnus Krog              | 183    |
| 34.  | Ole Martin Storlien      | 183    |
| 36.  | Benjamin Kreiner         | 176    |
| 37.  | Aleš Vodseďálek          | 171    |
| 38.  | Lukas Runggaldier        | 168    |
| 39.  | Marjan Jelenko           | 140    |
| 39.  | Tomas Slavik             | 140    |

| Rang | Nom                      | Points |
| ---- | ------------------------ | ------ |
| 41.  | Fabian Riessle           | 141    |
| 42.  | Marcin Maka              | 130    |
| 43.  | Aldo Leetoja             | 126    |
| 44.  | Gašper Berlot            | 110    |
| 45.  | Miroslav Dvořák          | 100    |
| 46.  | Michael Hollenstein      | 097    |
| 46.  | Volodymyr Trachuk        | 097    |
| 48.  | Aguri Shimizu            | 096    |
| 49.  | Yoshito Watabe           | 094    |
| 50.  | Carlos Kammerlander      | 089    |
| 51.  | Lukáš Havránek           | 088    |
| 52.  | Niyaz Nabeev             | 081    |
| 52.  | Kail Piho                | 081    |
| 54.  | Florian Pinel            | 080    |
| 54.  | Johannes Rydzek          | 080    |
| 56.  | Jim Härtull              | 073    |
| 57.  | Willy Graves             | 069    |
| 58.  | Wilfried Cailleau        | 067    |
| 58.  | Takahiro Kubo            | 067    |
| 60.  | Tomasz Pochwała          | 064    |
| 61.  | Tim Hug                  | 058    |
| 62.  | Artur Broda              | 049    |
| 62.  | Kaarel Nurmsalu          | 049    |
| 62.  | Michael Schwaiger        | 049    |
| 65.  | Jason Myslicki           | 047    |
| 66.  | Konstantin Sokolenko     | 043    |
| 67.  | Hiroo Sasaki             | 041    |
| 68.  | Davide Bresadola         | 040    |
| 68.  | Maxime Laheurte          | 040    |
| 68.  | Andrzej Zarycki          | 040    |
| 71.  | Petr Kutal               | 038    |
| 71.  | Wesley Savill            | 038    |
| 73.  | Thomas Egger Riedmueller | 037    |
| 74.  | Adam Cieslar             | 035    |
| 74.  | Martin Skopek            | 035    |
| 76.  | Felix Klaesi             | 034    |
| 77.  | Wojciech Cieślar         | 033    |
| 78.  | Johannes Firn (pl)       | 032    |
| 79.  | Michael Dünkel (de)      | 028    |
| 80.  | Ivan Sobolev             | 027    |

| Rang | Nom                        | Points |
| ---- | -------------------------- | ------ |
| 81.  | Daniele Munari (de)        | 026    |
| 82.  | Thomas Faller              | 025    |
| 82.  | Tomas Matura               | 025    |
| 84.  | Joakim Aakvik              | 023    |
| 84.  | Davis Miller               | 023    |
| 86.  | Joakim Lehto               | 022    |
| 86.  | Tanel Levkoi               | 022    |
| 86.  | Benjamin Pfeiffer          | 022    |
| 89.  | Alex Glueck                | 021    |
| 90.  | Burkhard Freytag           | 019    |
| 91.  | Karl-August Tiirmaa        | 017    |
| 92.  | Tommy Schmid               | 016    |
| 93.  | Gudmund Storlien           | 015    |
| 94.  | Felix Peselj (en)          | 014    |
| 95.  | Brett Denney               | 013    |
| 95.  | Truls Sønstehagen Johansen | 013    |
| 97.  | Julian Wölfle              | 012    |
| 98.  | Junshirō Kobayashi         | 011    |
| 99.  | Paweł Słowiok              | 010    |
| 100. | Skyler Keate               | 09     |
| 100. | Ivan Panine                | 09     |
| 102. | Nick Hendrickson           | 08     |
| 102. | Oleksiy Khomin (en)        | 08     |
| 104. | Andriy Parkhomchuk         | 07     |
| 104. | Mattia Runggaldier         | 07     |
| 106. | Manuel Faisst              | 06     |
| 106. | Harald Lemmerer            | 06     |
| 106. | Einar Uvsløkk              | 06     |
| 106. | Konstantin Voronin         | 06     |
| 110. | Matej Drinovec             | 05     |
| 110. | Jože Kamenik               | 05     |
| 110. | Toni Schlott               | 05     |
| 113. | Joni Karjalainen           | 04     |
| 113. | Mikael Kuhlberg            | 04     |
| 115. | Benedikt Dornauer          | 03     |
| 115. | Taylor Fletcher            | 03     |
| 115. | Aleksandr Nikiforov        | 03     |
| 115. | Sturla Markhus Sandoey     | 03     |
| 115. | Mateusz Wantulok           | 03     |
| 120. | Jani Peltola               | 02     |
| 120. | Vladimir Polushin          | 02     |
| 120. | David Viry (de)            | 02     |

### Coupe des Nations
Le classement de la Coupe des nations est établi à partir d'un calcul qui fait la somme de tous les résultats obtenus par les athlètes d'un pays dans les épreuves individuelles.
| Rang | Nation      | Points |
| ---- | ----------- | ------ |
| 01.  | Allemagne   | 4 832  |
| 02.  | Norvège     | 2 498  |
| 03.  | Autriche    | 2 325  |
| 04.  | États-Unis  | 1 496  |
| 05.  | France      | 0782   |
| 06.  | Tchéquie    | 0597   |
| 07.  | Slovénie    | 0450   |
| 08.  | Suisse      | 0407   |
| 09.  | Pologne     | 0364   |
| 10.  | Japon       | 0309   |
| 11.  | Estonie     | 0295   |
| 12.  | Italie      | 0255   |
| 13.  | Ukraine     | 0112   |
| 14.  | Finlande    | 0105   |
| 15.  | Russie      | 0099   |
| 16.  | Canada      | 0085   |
| 17.  | Kazakhstan  | 0045   |
| 18.  | Biélorussie | 0027   |

## Résultats
| Étape | Date             | Épreuve        | Vainqueur    | Deuxième       | Troisième        |
| ----- | ---------------- | -------------- | ------------ | -------------- | ---------------- |
| 1     | 13 décembre 2008 | HS 134 / 10 km | Todd Lodwick | Brett Camerota | Bryan Fletcher   |
| 2     | 14 décembre 2008 | HS 134 / 10 km | Todd Lodwick | Brett Camerota | Marco Pichlmayer |

| Étape | Date             | Épreuve        | Vainqueur           | Deuxième          | Troisième     |
| ----- | ---------------- | -------------- | ------------------- | ----------------- | ------------- |
| 3     | 17 décembre 2008 | HS 106 / 10 km | Todd Lodwick        | Toni Englert (pl) | Steffen Tepel |
| 4     | 18 décembre 2008 | HS 106 / 10 km | Tobias Kammerlander | Todd Lodwick      | Matthias Menz |

| Étape | Date           | Épreuve        | Vainqueur     | Deuxième    | Troisième       |
| ----- | -------------- | -------------- | ------------- | ----------- | --------------- |
| 5     | 3 janvier 2009 | HS 100 / 10 km | Matthias Menz | Tomaz Druml | Andreas Günter  |
| 6     | 4 janvier 2009 | HS 100 / 10 km | Ruben Welde   | Stefan Tuss | Thomas Kjelbotn |

| Étape | Date            | Épreuve        | Vainqueur            | Deuxième       | Troisième      |
| ----- | --------------- | -------------- | -------------------- | -------------- | -------------- |
| 7     | 10 janvier 2009 | HS 140 / 10 km | Ole Christian Wendel | Andreas Günter | Ruben Welde    |
| 8     | 11 janvier 2009 | HS 140 / 10 km | Andreas Günter       | Ruben Welde    | Johannes Weiss |

| Étape | Date            | Épreuve        | Vainqueur            | Deuxième              | Troisième          |
| ----- | --------------- | -------------- | -------------------- | --------------------- | ------------------ |
| 9     | 17 janvier 2009 | HS 140 / 10 km | Miroslav Dvořák      | Torkild Rasmussen Aam | Tomáš Slavík       |
| 10    | 18 janvier 2009 | HS 140 / 10 km | Ole Christian Wendel | Tomáš Slavík          | Iver Markengbakken |

| Étape | Date            | Épreuve        | Vainqueur      | Deuxième        | Troisième        |
| ----- | --------------- | -------------- | -------------- | --------------- | ---------------- |
| 11    | 24 janvier 2009 | HS 109 / 10 km | Mitja Oranič   | Johannes Rydzek | Marco Pichlmayer |
| 12    | 25 janvier 2009 | HS 109 / 10 km | Marjan Jelenko | Mitja Oranič    | Andreas Günter   |

| Étape | Date             | Épreuve        | Vainqueur                | Deuxième                 | Troisième       |
| ----- | ---------------- | -------------- | ------------------------ | ------------------------ | --------------- |
| 13    | 31 janvier 2009  | HS 142 / 10 km | Andreas Günter           | Jan Christian Bjørn (de) | Thomas Kjelbotn |
| 14    | 1er février 2009 | HS 142 / 10 km | Jan Christian Bjørn (de) | Andreas Günter           | Ruben Welde     |

|                                                                                                |  |  |  |  |  |  |
| Štrbské Pleso Championnats du monde junior de ski nordique 2009 (it) (28 janvier au 8 février) |  |  |  |  |  |  |
|                                                                                                |  |  |  |  |  |  |

| Étape | Date            | Épreuve       | Vainqueur         | Deuxième          | Troisième         |
| ----- | --------------- | ------------- | ----------------- | ----------------- | ----------------- |
| 15    | 14 février 2009 | HS 94 - 10 km | Épreuves annulées | Épreuves annulées | Épreuves annulées |
| 16    | 15 février 2009 | HS 94 - 10 km | Épreuves annulées | Épreuves annulées | Épreuves annulées |

| Étape | Date            | Épreuve        | Vainqueur        | Deuxième            | Troisième          |
| ----- | --------------- | -------------- | ---------------- | ------------------- | ------------------ |
| 17    | 28 février 2009 | HS 134 / 10 km | Håvard Klemetsen | Toni Englert (pl)   | Iver Markengbakken |
| 18    | 1er mars 2009   | HS 134 / 10 km | Håvard Klemetsen | Ole Martin Storlien | Ruben Welde        |

| Étape | Date        | Épreuve       | Vainqueur          | Deuxième          | Troisième          |
| ----- | ----------- | ------------- | ------------------ | ----------------- | ------------------ |
| 19    | 7 mars 2009 | HS 94 / 10 km | Jonas Nermoen (no) | Magnus Krog       | Tomaz Druml        |
| 20    | 8 mars 2009 | HS 94 / 10 km | Tomaz Druml        | Lukas Runggaldier | Jonas Nermoen (no) |

| Étape | Date         | Épreuve        | Vainqueur               | Deuxième      | Troisième          |
| ----- | ------------ | -------------- | ----------------------- | ------------- | ------------------ |
| 21    | 13 mars 2009 | HS 100 / 10 km | Sebastian Reuschel (de) | Aldo Leetoja  | Wolfgang Bösl      |
| 22    | 14 mars 2009 | HS 100 / 10 km | Matthias Menz           | Wolfgang Bösl | Robert Hauser (de) |
| 23    | 15 mars 2009 | HS 100 / 10 km | Tobias Kammerlander     | Matthias Menz | Joel Bieri (de)    |